# Енгелхард I фон Ауершперг
Енгелхард I фон Ауершперг (на немски: Engelhard I von Auersperg; * 29 октомври 1404; † 19 ноември 1466, Самобор, Загреб, Хърватия) е австрийски благородник от фамилията Ауершперг, маршал и главен кемерер в Каринтия и Виндише Марк.

## Живот
Той е син на Теобалд I (Диполд) фон Ауершперг (1362 – 1423/1428) и съпругата му Урсула фон Лихтенек, дъщеря на Хайнрих фон Лихтенек и Маргарета фон Катау (* ок. 1350). Брат му Фолкхард фон Ауершперг (1401 – 1461) се жени 1428 г. за Барбара фон Виндхауз. Сестра му Елизабет фон Ауершперг (* ок. 1402) се омъжва за Еразмус фон Вилдхауз, а сестра му Маргарета се омъжва за Вилхелм фон Кевенхюлер.
Енгелхард I помага на император Фридрих III и той му дава през 1463 г. титлата маршал, и 1455 г. го прави главен кемерер в Каринтия и Виндише Марк. Той става много богат.

## Фамилия
Първи брак: на 1 февруари 1440 г. със Схоластика фон Кьонигсберг († 1466), дъщеря на Дитрих фон Кьонигсберг († сл. 1438) и Анна фон Айбенщайн. Те имат десет деца:
- Панкрац II фон Ауершперг (* 24 февуари 1441; † 16 април 1496), женен на 30 юни 1479 г. в Ст. Файт ам Пфлаум за Анна Франгепан († 1498)
- Лоренц фон Ауершперг (1442 – 1479)
- Фолкхарт VII фон Ауершперг (* 17 ноември 1443; † 20 октомври 1508), женен 1480 г. за Маргарета фон Волфщайн († 1510), дъщеря на Волфганг II фон Волфщайн (* ок. 1430) и Елизабет фон Швайнбарт (* ок. 1431)
- Волфганг фон Ауершперг († млад)
- Улрих фон Ауершперг († млад)
- Енгелхард фон Ауершперг
- Магдалена фон Ауершперг, омъжена за Волфганг фон Нойхауз
- Сузанна вфон Ауершперг
- София фон Ауершперг († млада)
- Маргарета фон Ауершперг († 1484), омъжена за Йохан фон Ленгхайм

Втори брак: с Маргарета фон Дитрихщайн. Бракът е бездетен.